# Operário Futebol Clube
O Operário Futebol Clube, também conhecido como Operário de Campo Grande, é um clube de futebol sediado em Campo Grande, capital do estado do Mato Grosso do Sul.
Fundado em 21 de agosto de 1938 por trabalhadores da construção civil, o Operário é o maior campeão do Campeonato Sul-Mato-Grossense, com 14 conquistas, além de quatro títulos do Campeonatos Mato-Grossense, vencidos antes da divisão estadual.

## História
O Operário teve sua fundação em 21 de agosto de 1938 por trabalhadores do setor da construção civil, durante uma reunião realizada na sede do Sindicato dos Trabalhadores da Construção Civil, localizada na avenida Maracaju. O primeiro presidente do clube foi o pintor Plínio Bittencourt, cujo objetivo inicial da agremiação era a participação em campeonatos amadores.
Na década de 1970, o Operário passou por um processo de profissionalização e alcançou suas primeiras conquistas: quatro títulos no Campeonato Mato-Grossense e um no Campeonato Sul-Mato-Grossense. Em 1977, sob a direção de Carlos Castilho, o clube atingiu as semifinais do Campeonato Brasileiro, sendo eliminado pelo São Paulo.
Ao longo das duas décadas subsequentes, a equipe obteve êxito na conquista de nove títulos estaduais. Em 1982, recebeu o convite para representar o país em uma competição internacional, a President Cup, disputada na Coreia, na qual saiu vitorioso ao derrotar o Bayer Leverkusen na decisão. Cinco anos mais tarde, sagrou-se campeão do Módulo Branco do Campeonato Brasileiro, evento organizado pelo Clube dos 13, que correspondia à terceira divisão na época.
O ano de 1987 assinalou o início do declínio do Operário, momento em que a agremiação começou a acumular dívidas trabalhistas e focalizou suas atividades exclusivamente nos campeonatos estaduais. No mesmo período, o clube se envolveu em uma disputa política tumultuada nos bastidores com a Federação, decorrente da não participação na briga por uma vaga no Clube dos 13.
Em 1997, conquistou o título estadual e, posteriormente, atravessou um extenso período de incertezas, marcado por afastamentos, tentativas de retorno e rebaixamentos. Em 2014, retomou suas atividades no futebol profissional e obteve a promoção para a primeira divisão estadual no ano subsequente. Desde então, alcançou os títulos em 2018 e 2022.
Em 2025, o clube foi campeão do Campeonato Sul-Mato-Grossense ao vencer o Ivinhema na final.

## Títulos
Masculino
| Estaduais                      | Estaduais | Estaduais                                                                            | Estaduais |
| Competição                     | Títulos   | Temporadas                                                                           |           |
| ------------------------------ | --------- | ------------------------------------------------------------------------------------ | --------- |
| Campeonato Sul-Mato-Grossense  | 14        | 1979, 1980, 1981, 1983, 1986, 1988, 1989, 1991, 1996, 1997, 2018, 2022,, 2024 e 2025 |           |
| Campeonato Mato-Grossense      | 4         | 1974, 1976, 1977 e 1978.                                                             |           |
| Amistosas e não oficiais       |           |                                                                                      |           |
| Competição                     | Títulos   | Temporadas                                                                           |           |
| President Cup                  | 1         | 1982.                                                                                |           |
| Módulo Branco                  | 1         | 1987.                                                                                |           |
| Amadoras                       |           |                                                                                      |           |
| Competição                     | Títulos   | Temporadas                                                                           |           |
| Liga Municipal de Campo Grande | 3         | 1942, 1945 e 1966.                                                                   |           |

Feminino
| Estaduais                     | Estaduais | Estaduais                | Estaduais |
| Competição                    | Títulos   | Temporadas               |           |
| ----------------------------- | --------- | ------------------------ | --------- |
| Campeonato Sul-Mato-Grossense | 4         | 2021, 2022, 2023 e 2024. |           |